# 松葉色
松葉色（まつばいろ）とは、マツの葉の色を模した、くすんだ緑色のこと。松の葉色（まつのはいろ）とも。

## 概要
清少納言は『枕草子』に「狩衣は 香染の薄き。白き。ふくさ。赤色。松の葉色。青葉。桜。柳。また青き。藤。男はなにの色の衣をも着たれ。」と狩衣の色目を列挙している。この「松の葉色」とは『栄花物語』の「松の葉がさね」『増鏡』「松がさね」の名で登場する「松重」の色目ではないかと思われる。
松重は四季通用（季節を問わず着用できる）の色目で表青（緑）・裏紫（『雁衣鈔』）、表萌黄・裏紫（『薄様色目』）など緑系と赤紫系の組み合わせの衣装である。